# Edith Rettig
Edith Emmy Maria Rettig, född 12 maj 1874 i Söderhamn, död där 17 oktober 1941, var en svensk hemslöjdsaktivist. Hon var dotter till bruksdisponenten Gustaf Rettig och dotterdotter till grosshandlaren Johan Gustaf Brolin.
Rettig, som tidigare medverkat i flera hemslöjdsutställningar och anordnat privata vävkurser, erhöll i uppdrag att föranstalta om och leda en hemslöjdsutställning i samband med den av Gästrike-Hälsinge nation i Uppsala 1911 anordnade så kallade Hälsingestämman i Söderhamn. Hon gav då uppslaget till bildandet av föreningen Hälsingeslöjd. Föreningen konstituerades den 2 december samma år, då direktör Volrath Tham valdes till ordförande, som innehade denna post till 1931, då han efterträddes av överläraren Olov Bengtson. 
Rettig, som var bosatt i Stugsund och förblev ogift, gick till sin död föreningen tillhanda med sin sakkunskap. Hon ledde den ideella verksamheten samt utövade överinseende över kurser och utställningar. Hon var ledamot av styrelsen för Söderhamns Fabriks- och Hantverksförenings jubileumsmässa 1930 och av styrelsen för Gävleborgs läns småskollärarinneförbunds vilohem i Segersta.

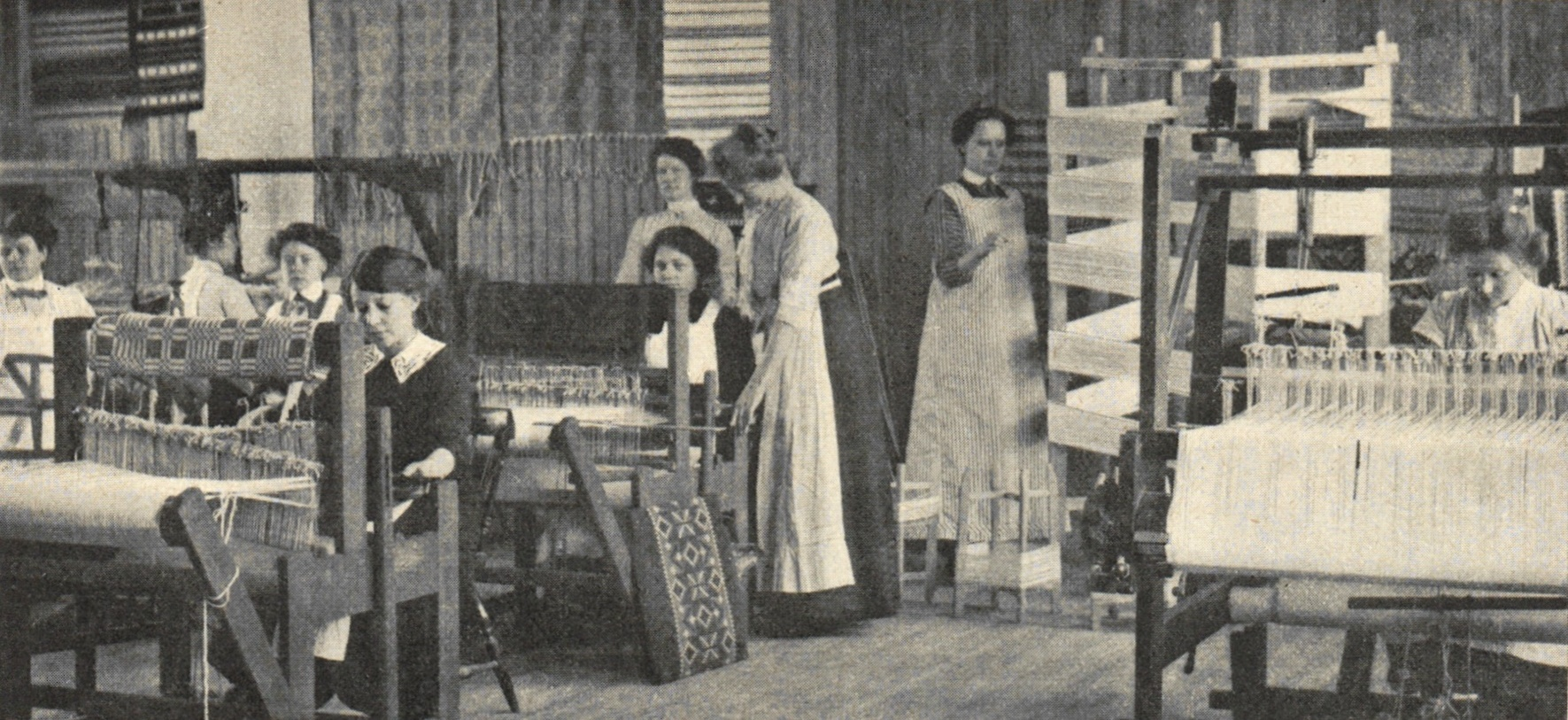
Vävskolan i Söderhamn 1912.